# 98 (číslo)
Devadesát osm je přirozené číslo, které následuje po číslu devadesát sedm a předchází číslu devadesát devět. Římská číslice je XCVIII.

## Chemie
- Protonové číslo kalifornia; stabilní izotop s tímto neutronovým číslem mají 3 prvky (dysprosium, holmium a erbium); a také nukleonové číslo nejběžnějšího izotopu molybdenu a nejméně běžného přírodního izotopu ruthenia[1]

## Ostatní
- +98 je mezinárodní telefonní předvolba Íránu

## Roky
- 98
- 98 př. n. l.